# Libethra intermedia
Libethra intermedia är en insektsart som beskrevs av Robert Walter Campbell Shelford 1913. Libethra intermedia ingår i släktet Libethra och familjen Diapheromeridae. Inga underarter finns listade i Catalogue of Life.